# (21647) Carlturner
(21647) Carlturner (1999 NE54) – planetoida z pasa głównego asteroid okrążająca Słońce w ciągu 4,35 lat w średniej odległości 2,66 j.a. Odkryta 12 lipca 1999 roku.